# Apostenus humilis
Apostenus humilis is een spinnensoort in de taxonomische indeling van de bodemzakspinnen (Liocranidae). De spin leeft op de bodem en maakt geen web. Het dier behoort tot het geslacht Apostenus. De wetenschappelijke naam van de soort werd voor het eerst geldig gepubliceerd in 1932 door Simon.